# Skaten-Rångsens naturreservat
Skaten-Rångsens naturreservat är ett naturreservat i Tierps kommun och Östhammars kommun i Uppsala län.
Området är naturskyddat sedan 1998 och är 2 232 hektar stort. Reservatet utgör en ett kustområde och består av 30 större och många mindre öar samt fastland med äldre barrblandskog och tidigare betesmark.